# Australian Championships 1933 - Doppio maschile
Il doppio maschile del torneo di tennis Australian Championships 1933 si è giocato dal 21 al 30 gennaio sui campi in erba del Kooyong Stadium di Melbourne in Australia.
Keith Gledhill e Ellsworth Vines hanno sconfitto in finale i detentori del titolo, gli australiani Jack Crawford e Gar Moon, col punteggio di 6–4, 10–8, 6–2.

## Tabellone

### Legenda
| - Q = Qualificato - WC = Wild card - LL = Lucky loser | - ALT = Alternate - SE = Special Exempt - PR = Protected Ranking | - w/o = Walkover - r = Ritirato - d = Squalificato |

### Fase finale
|  | Primo turno | Primo turno                    | Primo turno                    | Primo turno                    | Primo turno            | Primo turno            | Primo turno |  |  | Quarti di finale | Quarti di finale               | Quarti di finale               | Quarti di finale            | Quarti di finale            | Quarti di finale            | Quarti di finale |   |   | Semifinali | Semifinali                     | Semifinali                     | Semifinali                     | Semifinali             | Semifinali             | Semifinali |   |   | Finale | Finale | Finale | Finale | Finale | Finale | Finale |  |
|  |             |                                |                                |                                |                        |                        |             |  |  |                  |                                |                                |                             |                             |                             |                  |   |   |            |                                |                                |                                |                        |                        |            |   |   |        |        |        |        |        |        |        |  |
|  | 2           | Keith Gledhill Ellsworth Vines | Keith Gledhill Ellsworth Vines | Keith Gledhill Ellsworth Vines | 6                      | 6                      | 7           |  |  |                  |                                |                                |                             |                             |                             |                  |   |   |            |                                |                                |                                |                        |                        |            |   |   |        |        |        |        |        |        |        |  |
|  |             | Neil Ennis Mervyn Weston       | Neil Ennis Mervyn Weston       | Neil Ennis Mervyn Weston       | 3                      | 1                      | 5           |  |  | 2                | Keith Gledhill Ellsworth Vines | 4                              | 6                           | 4                           | 6                           | 9                |   |   |            |                                |                                |                                |                        |                        |            |   |   |        |        |        |        |        |        |        |  |
|  | 5           | Adrian Quist Don Turnbull      | Adrian Quist Don Turnbull      | Adrian Quist Don Turnbull      | 6                      | 6                      | 6           |  |  | 5                | Adrian Quist Don Turnbull      | 6                              | 1                           | 6                           | 3                           | 7                |   |   |            |                                |                                |                                |                        |                        |            |   |   |        |        |        |        |        |        |        |  |
|  |             | Basil Fitchett Tim Fitchett    | Basil Fitchett Tim Fitchett    | Basil Fitchett Tim Fitchett    | 2                      | 0                      | 2           |  |  |                  |                                |                                |                             |                             |                             |                  |   |   | 2          | Keith Gledhill Ellsworth Vines | Keith Gledhill Ellsworth Vines | Keith Gledhill Ellsworth Vines | 6                      | 6                      | 7          |   |   |        |        |        |        |        |        |        |  |
|  |             | Jack Cummings Harry Hassett    | Jack Cummings Harry Hassett    | Jack Cummings Harry Hassett    | 6                      | 7                      | 6           |  |  |                  |                                |                                | Jack Cummings Harry Hassett | Jack Cummings Harry Hassett | Jack Cummings Harry Hassett | 2                | 3 | 5 |            |                                |                                |                                |                        |                        |            |   |   |        |        |        |        |        |        |        |  |
|  |             | Allan Knight Bill Ryan         | Allan Knight Bill Ryan         | Allan Knight Bill Ryan         | 4                      | 5                      | 2           |  |  |                  | Jack Cummings Harry Hassett    | Jack Cummings Harry Hassett    | 6                           | 5                           | 6                           | 6                |   |   |            |                                |                                |                                |                        |                        |            |   |   |        |        |        |        |        |        |        |  |
|  | 4           | Jack Clemenger Bob Schlesinger | Jack Clemenger Bob Schlesinger | Jack Clemenger Bob Schlesinger | 6                      | 7                      | 6           |  |  | 4                | Jack Clemenger Bob Schlesinger | Jack Clemenger Bob Schlesinger | 4                           | 7                           | 3                           | 4                |   |   |            |                                |                                |                                |                        |                        |            |   |   |        |        |        |        |        |        |        |  |
|  |             | Hugh Bauers Eric Freak         | Hugh Bauers Eric Freak         | Hugh Bauers Eric Freak         | 2                      | 5                      | 2           |  |  |                  |                                |                                |                             |                             |                             |                  |   |   | 2          | Keith Gledhill Ellsworth Vines | Keith Gledhill Ellsworth Vines | Keith Gledhill Ellsworth Vines | 6                      | 10                     | 6          |   |   |        |        |        |        |        |        |        |  |
|  | 1           | Wilmer Allison John Van Ryn    | Wilmer Allison John Van Ryn    | Wilmer Allison John Van Ryn    | 6                      | 7                      | 6           |  |  |                  |                                |                                |                             |                             |                             |                  |   |   |            |                                | 3                              | Jack Crawford Gar Moon         | Jack Crawford Gar Moon | Jack Crawford Gar Moon | 4          | 8 | 2 |        |        |        |        |        |        |        |  |
|  |             | Dave Chrystal Joe Rogers       | Dave Chrystal Joe Rogers       | Dave Chrystal Joe Rogers       | 3                      | 5                      | 3           |  |  | 1                | Wilmer Allison John Van Ryn    | Wilmer Allison John Van Ryn    | Wilmer Allison John Van Ryn | 6                           | 6                           | 6                |   |   |            |                                |                                |                                |                        |                        |            |   |   |        |        |        |        |        |        |        |  |
|  |             | Harry Hopman Vivian McGrath    | Harry Hopman Vivian McGrath    | Harry Hopman Vivian McGrath    | 6                      | 6                      | 6           |  |  |                  | Harry Hopman Vivian McGrath    | Harry Hopman Vivian McGrath    | Harry Hopman Vivian McGrath | 0                           | 2                           | 0                |   |   |            |                                |                                |                                |                        |                        |            |   |   |        |        |        |        |        |        |        |  |
|  |             | Reg Ewin Thomas Robinson       | Reg Ewin Thomas Robinson       | Reg Ewin Thomas Robinson       | 3                      | 0                      | 3           |  |  |                  |                                |                                |                             |                             |                             |                  |   |   | 1          | Wilmer Allison John Van Ryn    | Wilmer Allison John Van Ryn    | Wilmer Allison John Van Ryn    | 8                      | 3                      | 4          |   |   |        |        |        |        |        |        |        |  |
|  | 6           | Jack Purcell Bert Tonkin       | Jack Purcell Bert Tonkin       | Jack Purcell Bert Tonkin       | 6                      | 6                      | 8           |  |  |                  |                                | 3                              | Jack Crawford Gar Moon      | Jack Crawford Gar Moon      | Jack Crawford Gar Moon      | 10               | 6 | 6 |            |                                |                                |                                |                        |                        |            |   |   |        |        |        |        |        |        |        |  |
|  |             | Evan Henry Len Schwartz        | Evan Henry Len Schwartz        | Evan Henry Len Schwartz        | 4                      | 4                      | 6           |  |  | 6                | Jack Purcell Bert Tonkin       | Jack Purcell Bert Tonkin       | Jack Purcell Bert Tonkin    | 1                           | 2                           | 6                |   |   |            |                                |                                |                                |                        |                        |            |   |   |        |        |        |        |        |        |        |  |
|  |             | Jack Crawford Gar Moon         | Jack Crawford Gar Moon         | Jack Crawford Gar Moon         | Jack Crawford Gar Moon | Jack Crawford Gar Moon | w/o         |  |  | 3                | Jack Crawford Gar Moon         | Jack Crawford Gar Moon         | Jack Crawford Gar Moon      | 6                           | 6                           | 8                |   |   |            |                                |                                |                                |                        |                        |            |   |   |        |        |        |        |        |        |        |  |
|  |             | H. Dowdell Les Hancock         |                                |                                |                        |                        |             |  |  |                  |                                |                                |                             |                             |                             |                  |   |   |            |                                |                                |                                |                        |                        |            |   |   |        |        |        |        |        |        |        |  |